# Zespół Guillaina-Barrégo
Zespół Guillaina-Barrégo (Guillain-Barré wymawia się [ɡilɛ̃ baˈʁe]), GBS (od ang. Guillain-Barré syndrome) – ostre, wielokorzeniowe zapalenie demielinizacyjne ze współistniejącą aksonalną neuropatią ruchową.
Wyróżnia się postacie: klasyczną, czyli ostrą zapalną demielinizacyjną polineuropatię (która może przejść w postać wtórnie aksonalną), pierwotnie aksonalną, paraparetyczną, gardłowo-szyjno-ramienną, zespół Millera Fishera i zapalenie pnia mózgu Bickerstaffa.
Do uszkodzenia nerwów w przebiegu GBS dochodzi na skutek procesów autoimmunologicznych. 

## Historia i nazwa
Chorobę opisał francuski lekarz Jean Landry w 1859 roku. W 1916 kolejny opis schorzenia u dwóch żołnierzy przedstawili Georges Guillain, Jean Alexandre Barré i Andre Strohl.
Francuskie nazwisko Guillaina w nazwie choroby bywa błędnie wymawiane. Dawny stażysta Guillaina napisał w 1977 r. tej sprawie do redakcji „Journal of the American Medical Association”, wskazując na powszechność nieprawidłowej wymowy „ge-jan” (oryg. „ge-yan”) zamiast właściwego „gi-lę” (oryg. „ghee-lain” z nosowym ain).

## Epidemiologia
GBS występuje w każdym wieku, rzadziej u dzieci. Zapadalność szacuje się na 1,5–2 przypadków na 100 000 osób rocznie.

## Etiologia
Do uszkodzenia nerwów w przebiegu GBS dochodzi wskutek mechanizmów autoimmunologicznych. Niszczenie polega na demielinizacji w postaci klasycznej GBS i na uszkodzeniu aksonów w postaci pierwotnie aksonalnej. GBS może być powikłaniem zakażenia układu pokarmowego pałeczką Gram(−) z rodzaju Campylobacter, zakażenia Haemophilus influenzae, Mycoplasma pneumoniae, wirusem Zika, nabytego niedoboru odporności (HIV), a także zapalenia wątroby typu B (wirus HBV), cytomegalii (cytomegalowirus) mononukleozy zakaźnej (wirus EBV), grypy, ospy wietrznej i półpaśca (VZV). Nie należy podawać szczepionki przeciw grypie ze względu na reaktywację GBS.

## Objawy i przebieg
Na obraz kliniczny GBS składają się:
- parestezje i bóle stóp
- bóle korzeniowe
- niedowład wiotki kończyn dolnych o charakterze wstępującym
- osłabienie lub zniesienie odruchów głębokich (rzadziej ich zachowanie lub wygórowanie)
- czuciowe objawy ubytkowe
- obustronny, obwodowy niedowład mięśni twarzy (około 50%)
- niedowłady mięśni gałkoruchowych
- zaburzenia autonomiczne:
  - zaburzenia rytmu serca
  - wahania ciśnienia krwi
  - zaburzenia wydzielania potu
- niewydolność oddechowa.

## Rozpoznanie
Objawy konieczne do rozpoznania GBS
1. postępujące osłabienie więcej niż jednej kończyny
2. zniesienie lub osłabienie odruchów
3. podwyższone stężenie białka w PMR przy niskiej cytozie
4. nieprawidłowości w elektromiografii
5. stwierdzenie odcinkowej demielinizacji/remielinizacji w bioptacie nerwu
6. wykluczenie innych chorób: porfirii, nowotworu, choroby układowej, ołowicy.

Objawy przemawiające za rozpoznaniem GBS
1. narastanie objawów w okresie od kilku dni do kilkunastu tygodni
2. względna symetryczność objawów
3. niewielkie nasilenie objawów czuciowych
4. zajęcie nerwów czaszkowych
5. początek zdrowienia 2–4 tygodnie od momentu zatrzymania postępu choroby
6. dysautonomia
7. brak gorączki w okresie początkowym choroby
8. podwyższone stężenie białka w PMR po tygodniu od początku choroby
9. nieprawidłowości w EMG.

## Leczenie
Postępowanie przyczynowe polega na stosowaniu plazmaferezy i dożylnych wlewów immunoglobulin (IVIG). U części pacjentów niezbędne jest postępowanie objawowe, polegające na leczeniu zaburzeń autonomicznych. U wszystkich chorych z niedowładami zaleca się fizjoterapię i rehabilitację ruchową kończyn.